# Andréanne Langlois
Pour les articles homonymes, voir Langlois.
 Andréanne Langlois, née le 1er avril 1993 à Québec, est une kayakiste canadienne.
Aux Jeux panaméricains de 2019, elle remporte quatre médailles, dont deux en or en K2 500 mètres et K4 500 mètres, et deux en argent en K1 200 mètres et K1 500 mètres.